# Floh-Seligenthal
Floh-Seligenthal est une commune allemande de l'arrondissement de Schmalkalden-Meiningen, Land de Thuringe.

## Géographie
Floh-Seligenthal se situe au sud-ouest de la forêt de Thuringe, sur la Schmalkalde. Le Rennsteig passe par son territoire.
| Brotterode-Trusetal | Friedrichroda Tabarz/Thüringer Wald | Georgenthal      |
| Fambach             | Straufhain                          | Tambach-Dietharz |
| Schmalkalden        | Rotterode                           |                  |

La commune comprend les quartiers de Floh, Seligenthal, Hohleborn, Kleinschmalkalden, Schnellbach et Struth-Helmershof.

## Histoire
Seligenthal est mentionné pour la première fois en 1320, Floh sous le nom de "Flo", Hohleborn, Schnellbach sous le nom de "Sneylbach", Struth en 1340 et Kleinschmalkalden en 1378.
Pendant la guerre de Trente Ans, Seligenthal est pillé et brûlé en 1636, il reste seulement 3 maisons.
Le territoire de Kleinschmalkalden fut longtemps divisé avec la Schmalkalde comme frontière, entre le landgraviat de Hesse-Cassel à l'ouest et le duché de Saxe-Gotha à l'est.
Le village de Floh subit trois grands incendies en 1895, 1902, 1903.
La commune de Floh-Seligenthal est issue de la fusion volontaire de Floh, Seligenthal et Hohleborn en juin 1994, Struth-Helmershof en janvier 1996 et Kleinschmalkalden en février 2006.

## Jumelages
- Châteauneuf-en-Thymerais (France)
- Körle,  Hesse

## Personnalités liées à la commune
- Johann Caspar Simon (1701-1776), organiste et compositeur.
- Johann Michael Bach III (1745-1820), compositeur.
- Martin Weber (né en 1954), sauteur à ski né à Pappenheim.
- Carola Anding (née en 1960), fondeuse née à Struth-Helmershof.